# Ingelsta
För andra betydelser, se Ingelstad (olika betydelser).
Ingelsta är en stadsdel i Norrköping. Stadsdelen ligger vid infarten till norra delen av staden och angränsar till Fiskeby, Enebymo, Haga, Lagerlunda, Butängen, Slottshagen och Herstadberg.

## Historik
Ingelsta började växa fram på 1960-talet. Namnet kommer från Ingelstad gård som dåvarande Norrköpings stad köpte 1910, redan innan Östra Eneby landskommuin inkorporerades i staden 1915. Stadsdelen byggdes på gårdens mark samt på mark från Marieborg och Ståthöga tillsammans med Hällberga äng och Källmanska utjorden. Namnet är en sammansättning av mansnamnet Ingjald och det fornsvenska ordet ”stadher” med betydelsen ställe, plats. Kvarter, gatunamn och rondeller i området är namngivna efter metaller.

## Handelsområden

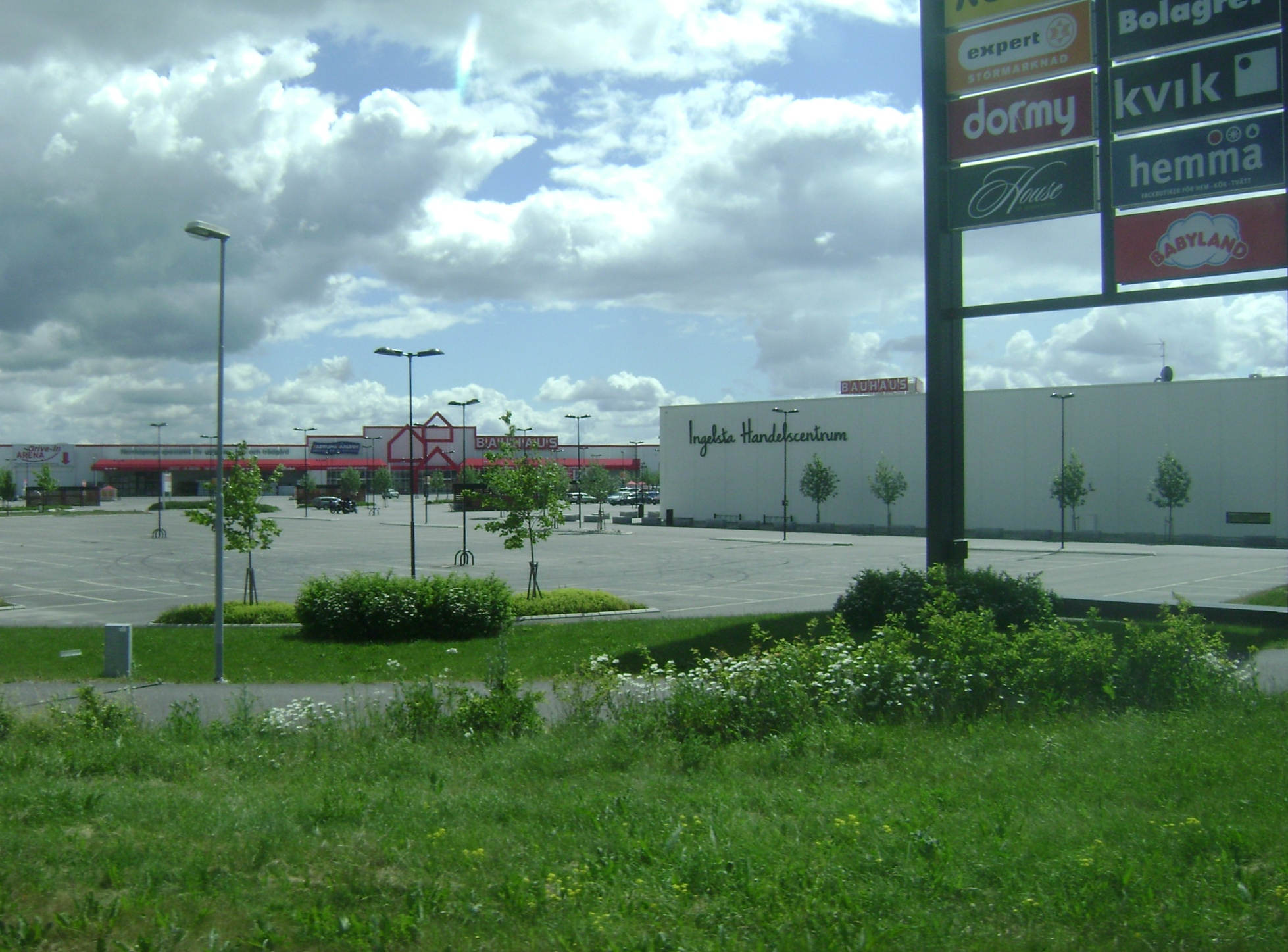
Ingelsta handelscentrum vid Kromgatan, 2010

Ingelsta domineras av industri- och handelsområden. Handel bedrivs bland annat i områdena Ingelsta handelscentrum vid Kromgatan, Ingelsta marknad vid Koppargatan och Ekbacken vid Blygatan. Gallerian Ingelsta shopping är belägen vid Koppargatan. Gallerian ägs av nederländska Eurocommercial och kallades ursprungligen för Maxihuset, men fick sitt nuvarande namn i samband med en större utbyggnad 2009.

## Grönområden
Ingelsta ekbackar är ett område med äldre ekar beläget vid Kromgatan i östra delen av stadsdelen.. Området ingår tillsammans med Wilhelmsbergs ekbackar i Norrköpings ekbackar och är naturreservat sedan 2004.
Fyrby koloniområde ligger på Mässingsgatan i sydöstra delen av Ingelsta, vid södra stambanan. Området bildades 1939 och består av 152 kolonilotter.

## Kommunikationer
Stadsdelen har förbindelser med Östgötatrafikens busslinjer 11, 13, 40, 287 och 420.

## Utbildning

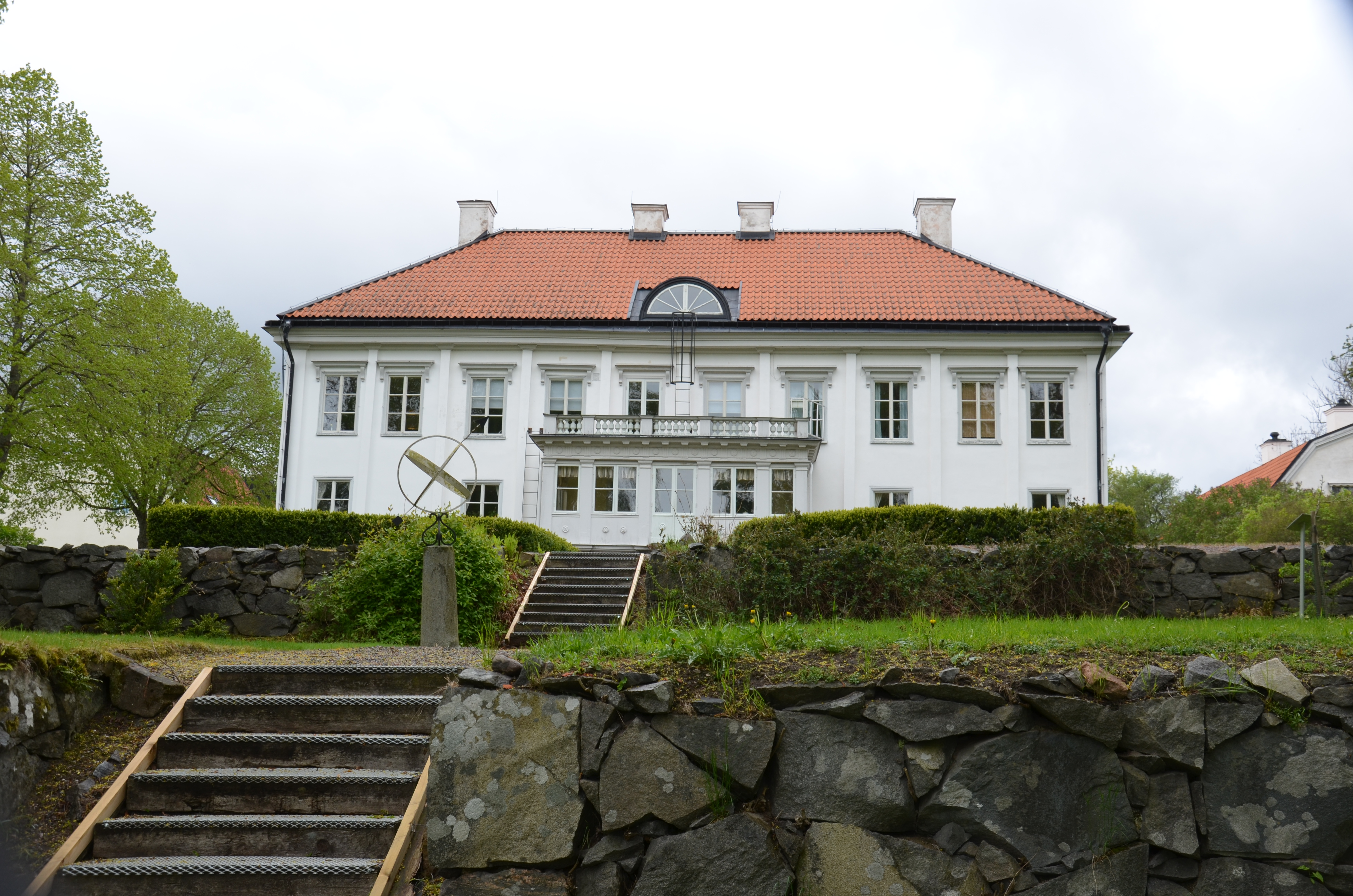
Marieborgs folkhögskola

Marieborgs folkhögskola är inhyst i Marieborgs herrgård i östra delen av Ingelsta.